# Oferdingen
Oferdingen is een plaats in de Duitse gemeente Reutlingen, deelstaat Baden-Württemberg en telt 2.400 inwoners (31-12-2007).